# 刘皑风
刘皑风（1908年—2002年1月20日），河北省任丘人，中华人民共和国政治人物。
曾任冀中行政主任公署任邱县县长、定县县长，晋察冀边区行政委员会委员兼教育处处长，华北人民政府教育部副部长。中华人民共和国成立后，历任中央人民政府教育部办公厅主任、高教部副部长、中华人民共和国教育部副部长。2002年去世。